# هنري هوبز
هنري هوبز (بالإنجليزية: Henry Hobbs)‏ هو لاعب كرة قدم أمريكية أمريكي، ولد في 10 مايو 1887 في سلايترسفيل في الولايات المتحدة، وتوفي في 28 يونيو 1931.